# Rhaebo olallai
Rhaebo olallai е вид жаба от семейство Крастави жаби (Bufonidae).

## Разпространение
Видът е разпространен в Еквадор и Колумбия.